# Victor Child Villiers, VII conte di Jersey
Victor Albert George Child Villiers, VII conte di Jersey (Londra, 20 marzo 1845 – Osterley Park, 31 maggio 1915), è stato un nobile e politico inglese.

## Biografia
Era il figlio di George Child Villiers, VI conte di Jersey, e di sua moglie, Julia Peel, figlia del primo ministro Sir Robert Peel. Studiò all'Eton College e al Balliol College di Oxford.
Successe al padre nel 1859, all'età di 14 anni, e fu il titolare principale della famiglia ditta bancaria di Child & Co.
Uno dei padrini di Lord Jersey era la regina Vittoria. La regina accettò il suo ruolo come pegno di amicizia verso Robert Peel, primo ministro, che era il nonno di Lord Jersey.

## Carriera

### Carriera politica
È stato Lord-in-Wainting (1875-1877) durante il governo conservatore di Benjamin Disraeli. Tornò al governo nel 1889, quando Lord Salisbury lo nominò Paymaster General, carica che mantenne fino al 1890. Nello stesso anno divenne membro del consiglio privato.
Nell'agosto 1890 venne nominato Governatore del Nuovo Galles del Sud, carica che ricoprì fino al 1893. Secondo l'Australian Dictionary of Biography, non ci furono grandi difficoltà politiche durante il suo mandato.
Lord Jersey rappresentò il Regno Unito alla Conferenza coloniale del 1894 a Ottawa. Fu anche Agente generale per il Nuovo Galles del Sud a Londra (1903-1905) e attraverso i suoi legami con le istituzioni bancarie aiutò le negoziazioni sui prestiti dello Stato. Rivisitò l'Australia nel 1905 e il Primo Ministro, Alfred Deakin, considerò di nominarlo primo Alto Commissario australiano a Londra, anche se non se ne fece nulla.

### Carriera militare
Il 18 giugno 1875 il conte fu nominato colonnello onorario del 1° Glamorganshire Artillery Volunteers. Lord Jersey fu Lord luogotenente dell'Oxfordshire (1877-1885) servì anche come Vice Luogotenente del Warwickshire e come Giudice di Pace per il Warwickshire e l'Oxfordshire.

## Matrimonio
Sposò, il 19 settembre 1872, Margaret Leigh (29 ottobre 1849-22 maggio 1945), figlia di William Leigh, II barone Leigh. Ebbero sei figli:
- George Child-Villiers, VIII conte di Jersey (1873-1923);
- Lady Margaret Child Villiers (1874-1874);
- Lady Margaret Child Villiers (1875-1959), sposò Walter Rice, VII barone Dynevor, ebbero quattro figli;
- Lady Mary Julia Child Villiers (1877-1933), sposò Thomas Pakenham, V conte di Longford, ebbero sei figli;
- Lady Beatrice Child Villiers (1880-1970), sposò Edward Plunkett, XVII barone di Dunsany, ebbero un figlio;
- Lord Arthur George Child Villiers (1883-1969).

## Morte
Morì il 31 maggio 1915, all'età di 70 anni, a Osterley Park, Middlesex.

## Ascendenza
|                                            |                          |                                   | Genitori                           |  |  | Nonni |  |  | Bisnonni                            |  |  | Trisnonni                             |  |
|                                            |                          |                                   |                                    |  |  |       |  |  | George Villiers, IV conte di Jersey |  |  | William Villiers, III conte di Jersey |  |
|                                            |                          |                                   |                                    |  |  |       |  |  | George Villiers, IV conte di Jersey |  |  | William Villiers, III conte di Jersey |  |
|                                            |                          | Anne Egerton                      |                                    |  |  |       |  |  | George Villiers, IV conte di Jersey |  |  |                                       |  |
| George Villiers, V conte di Jersey         |                          |                                   |                                    |  |  |       |  |  | George Villiers, IV conte di Jersey |  |  |                                       |  |
|                                            |                          | Frances Twysden                   | Philip Twysden, vescovo di Raphoe  |  |  |       |  |  |                                     |  |  |                                       |  |
|                                            |                          | Frances Twysden                   | Philip Twysden, vescovo di Raphoe  |  |  |       |  |  |                                     |  |  |                                       |  |
|                                            |                          | Frances Twysden                   | Frances Carter                     |  |  |       |  |  |                                     |  |  |                                       |  |
| George Child Villiers, VI conte di Jersey  |                          | Frances Twysden                   |                                    |  |  |       |  |  |                                     |  |  |                                       |  |
|                                            |                          | John Fane, X conte di Westmorland | John Fane, IX conte di Westmorland |  |  |       |  |  |                                     |  |  |                                       |  |
|                                            |                          | John Fane, X conte di Westmorland | John Fane, IX conte di Westmorland |  |  |       |  |  |                                     |  |  |                                       |  |
|                                            |                          | John Fane, X conte di Westmorland | Augusta Bertie                     |  |  |       |  |  |                                     |  |  |                                       |  |
| Sarah Fane                                 |                          | John Fane, X conte di Westmorland |                                    |  |  |       |  |  |                                     |  |  |                                       |  |
|                                            |                          | Sarah Child                       | Robert Child                       |  |  |       |  |  |                                     |  |  |                                       |  |
|                                            |                          | Sarah Child                       | Robert Child                       |  |  |       |  |  |                                     |  |  |                                       |  |
|                                            |                          | Sarah Child                       | Sarah Jodrell                      |  |  |       |  |  |                                     |  |  |                                       |  |
| Victor Child Villiers, VII conte di Jersey |                          | Sarah Child                       |                                    |  |  |       |  |  |                                     |  |  |                                       |  |
|                                            | Robert Peel, I baronetto | Parsley Peel                      |                                    |  |  |       |  |  |                                     |  |  |                                       |  |
|                                            | Robert Peel, I baronetto | Parsley Peel                      |                                    |  |  |       |  |  |                                     |  |  |                                       |  |
|                                            | Robert Peel, I baronetto | Elizabeth Haworth                 |                                    |  |  |       |  |  |                                     |  |  |                                       |  |
| Robert Peel, II baronetto                  | Robert Peel, I baronetto |                                   |                                    |  |  |       |  |  |                                     |  |  |                                       |  |
|                                            |                          | Ellen Yates                       | William Yates                      |  |  |       |  |  |                                     |  |  |                                       |  |
|                                            |                          | Ellen Yates                       | William Yates                      |  |  |       |  |  |                                     |  |  |                                       |  |
|                                            |                          | Ellen Yates                       | Mary Bentley                       |  |  |       |  |  |                                     |  |  |                                       |  |
| Julia Peel                                 |                          | Ellen Yates                       |                                    |  |  |       |  |  |                                     |  |  |                                       |  |
|                                            |                          | John Floyd, I baronetto           | John Floyd                         |  |  |       |  |  |                                     |  |  |                                       |  |
|                                            |                          | John Floyd, I baronetto           | John Floyd                         |  |  |       |  |  |                                     |  |  |                                       |  |
|                                            |                          | John Floyd, I baronetto           | Mary Bate                          |  |  |       |  |  |                                     |  |  |                                       |  |
| Julia Floyd                                |                          | John Floyd, I baronetto           |                                    |  |  |       |  |  |                                     |  |  |                                       |  |
|                                            |                          | Rebecca Juliana Darke             | Charles Darke                      |  |  |       |  |  |                                     |  |  |                                       |  |
|                                            |                          | Rebecca Juliana Darke             | Charles Darke                      |  |  |       |  |  |                                     |  |  |                                       |  |
|                                            |                          | Rebecca Juliana Darke             | Rebecca Gyles                      |  |  |       |  |  |                                     |  |  |                                       |  |
|                                            |                          | Rebecca Juliana Darke             |                                    |  |  |       |  |  |                                     |  |  |                                       |  |